# Dactylodiplosis heisteriae
Dactylodiplosis heisteriae är en tvåvingeart som beskrevs av Rubsaamen 1916. Dactylodiplosis heisteriae ingår i släktet Dactylodiplosis och familjen gallmyggor. Inga underarter finns listade i Catalogue of Life.